# Dremel

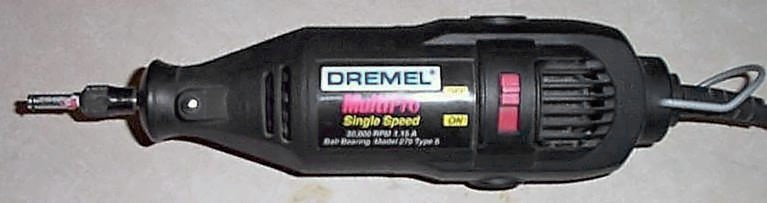
Одношвидкісна модель «MultiPro»

Дремель (англ. Dremel) (Дремель, Дрімель) — торгова марка ручного електро-та газового- інструменту і приладдя до них. Штаб-квартира підприємства у Маунт-Проспект у штаті Іллінойс.
Походить від прізвища американського винахідника і промисловця Альберта Дж. Дремела, який розробив перші моделі високошвидкісного роторного ручного інструменту і заснував в 1932 році «Дремел компані» (англ. Dremel Company) для виробництва такого інструменту. У 1993 торгова марка була придбана фірмою «Bosch», виробництво за станом на 2008 рік здійснюється інструментальним підрозділом цієї фірми Robert Bosch Tool Corporation. Головний офіс компанії з виробництва інструменту під маркою «Дремел» розташовується в Маунт-Проспект, штат Іллінойс, США. Європейський підрозділ знаходиться в місті Бреда в Нідерландах.

## Роторний інструмент
Історія марки почалася зі створення електричного високошвидкісного роторного ручного інструменту. Основні відмітні особливості:
- Малі розмір і вага.
- Висока швидкість обертання ротора і робочого інструменту без використання механічних підвищуючих редукторів. Висока швидкість обертання компенсує невеликі значення крутного моменту та дозволяє виконувати роботу без значних навантажень на людський організм.
- Різноманітні робочі інструменти, що дозволяють різати, свердлити, шліфувати, полірувати, гравірувати найрізноманітніші матеріали (м'які й тверді метали, дерево, пластик, скло, кераміку та ін.)
- Наявність моделей з різною швидкістю обертання від 3000 до 37000 хв −1 і можливістю регулювання в широких діапазонах.
- Наявність моделей для роботи від електричної мережі і акумуляторних батарей.

## Сфера застосування
Великої популярності даний інструмент набув серед модерів. Також інструмент часто використовується в моделізмі через зручність і легкість в роботі.
Популярність цього інструменту призвела до того, що назва даного пристрою стала прозивною.